# Moses Isegawa
Moses Isegawa (Kampala, 10 augustus 1963), pseudoniem van Sey Wava, komt oorspronkelijk uit Oeganda, waar hij als leraar geschiedenis op een middelbare school werkte.
In 1990 kwam hij op uitnodiging van een redacteur naar Nederland en vestigde zich in Beverwijk. Isegawa leerde Nederlands en haalde een diploma boekhouden. Zijn debuutroman Abessijnse kronieken werd een groot succes en werd in negen landen uitgebracht. Na zijn naturalisatie tot Nederlander, keerde hij in 2006 terug naar Oeganda.
Isegawa schreef de volgende romans:
- Abessijnse kronieken (1998)
- Slangenkuil (1999)
- Voorbedachte daden (2004)
- Wie niet horen wil (2007)

De eerste twee romans spelen zich af in Oeganda. Voorbedachte daden gaat over asielzoekers in een steeds grimmiger wordende samenleving.
Een bundel met twee essays verscheen in 2001 onder de titel Twee Chimpansees (Amsterdam, De Bezige Bij). Een van de essays, Prinses Europa, is autobiografisch. Het verhaalt van zijn wording als schrijver en zijn ontdekking van de cultuur van Europa.
Opvallend is dat hij zijn boeken in het Engels schrijft, waarna er een Nederlandse vertaling van gemaakt wordt.
Isegawa behoort samen met Hafid Bouazza, Mohammed Benzakour en Abdelkader Benali tot de belangrijkste vertegenwoordigers van de zogeheten "migrantenliteratuur".